# شريف جابر
شريف جابر عبد العظيم بكر (10 فبراير 1993–) وإسم شهرته هو شريف جابر، يوتيوبر ملحد ومدوّن وناقد ديني مصري. أوقفته السلطات المصرية يوم 27 أكتوبر عام 2013 بتهمة إزدراء الأديان وتهديد الأمن القومي المصري بسبب نشاطاته وتعبيره لآرائه في الحرم الجامعي وعلى الإنترنت ما إعتبرته السلطات المصرية أعمالًا إجرامية، وقد أطلق سراحه بعد دفع غرامة. وتم إلقاء القبض عليه مجددًا يوم 2 مايو عام 2018 مرة أخرى بتهمة مخالفة آرائه للقانون من قبل السلطات المصرية. وبعد مضي حوالي شهرين، نشر جابر فيديو في مطلع شهر يوليو 2018 تحت عنوان «قصة ملحد مسجون» تحدث فيه عن أنه خرج من السجن. وفي يوم الأحد الموافق 26 من مايو تم إصدار حكم جديد بخمس سنوات سجن عقوبة بتهمة إزدراء الأديان و التحريض على الإلحاد.
شارك جابر بمنتدى الإعلام العالمي عام 2016 بمدينة بون الألمانية وظهر في مناظرة على برنامج «شباب توك» على قناة دويتشه فيله.

## حياته ونشأته
شريف جابر كان الطالب الأول في مرحلة الثانوية العامة على مدرسة فاروق بن عمر الثانوية للقسم الأدبي عام 2010 وحل بالمرتبة الخامسة على مستوى محافظة الإسماعيلية، تخصص جابر بعلم الاجتماع في جامعة السويس، وأنهى الفصل الأول بالمرتبة الثانية. ودخل في مواجهة عام 2013 خلال الفصل الجامعي مع أحد أساتذة علم النفس في كليته حول موضوع المثلية الجنسية وذلك بعد إعتبار هذا الأستاذ للمثلية بأنها حالة مرضية ولكن جابر دافع عن موقفه وأشار إليه بأدلة أكاديمية علمية تُظهر أن المثلية هي إحدى التوجهات الجنسية عند البشر والتي تنشأ نتيجة تفاعل عوامل بيولوجية وجينية وإجتماعية ونفسية. وهو ما أدى في نهاية المطاف إلى قيام بعض الطلاب والكادر التدريسي الجامعي بالتوقيع على عريضة أرسلوها لرئيس المعهد بتهمة «إلحاده» على الفيسبوك. وقام محمد محمدين رئيس الجامعة حينها برفع شكوى قانونية بحق شريف.

## الإعتقال والمحاكمة
قامت ثلاثة سيارات مدرّعة تابعة لأمن الدولة المصرية الساعة الثالثة فجرًا يوم 27 أكتوبر عام 2013 بمداهمة منزل شريف جابر. ودخل عدد من رجال الأمن إلى شقته وقاموا بتفتيشها وصادروا جميع ممتلكاته الشخصية ومنها أوراقه الجامعية الخاصة ووثائقه وكتبه وحاسوبه الشخصي وهاتفه المحمول ونقوده. ثم أخذوه إلى السجن. و لم يتعرض خلال فترة إعتقاله للإهانة والضرب.
وافقت المحكمة على إطلاق سراح جابر يوم 3 ديسمبر 2013 مقابل دفع غرامة قيمتها 7500 جنيه، وقد توزعت الغرامة على فرعين: 2500 منها لتهمة «ازدراءه للأديان»، و5000 الأخرى عن تهمة «نشر القيم الرذيلة والأفكار الشاذة التي تحث وتشجع على الإستفزاز وتمنع السلام العام وتهدد الأمن الوطني والقومي لجمهورية مصر العربية». وأطلق سراحه خلال اليوم التالي، ولكن بقيت قضيته مستمرة.
إتهمته السلطات المصرية بالإجرام يوم 15 فبراير عام 2015، وحكمت عليه بالسجن لمدة سنة واحدة. وإستطاع الطعن في الحكم في حال دفع غرامة جديدة قدرها 1,000 جنيه، ولكن تمكن جابر من التخفي عن الأنظار بعد ذلك.
بدأ جابر منذ حوالي صيف عام 2015 بعمل مقاطع على اليوتيوب وأبرزها فيديو بعنوان «مسلم يقابل الله يوم القيامة» نشره جابر بتاريخ 28 يناير عام 2017. وقال على تويتر أنه أصبح يتلقى الكثير من تهديدات القتل بسبب التعبير عن آرائه ودعا هؤلاء «للاسترخاء».
نشر جابر تغريدة على حسابه الرسمي على تويتر يوم 31 مارس 2018، وتحدث فيها عن إعتقال السلطات له أصبح في غضون أيام وقال إن عزيمته راسخة وسيقوم بكتابة نصوص الأفلام في السجن. ويأتي ذلك على ضوء تقديم محامي مصري ينتمي لحزب النور الإسلامي السلفي يدعى الهيثم هاشم سعد ببلاغ للنائب العام ضد جابر وإتهمه بحمل أفكار متطرفة والإجرام والإعتداء على الإسلام ونشر عدم الإستقرار والتحريض والفتنة. ونشر جابر في يوم 2 مايو 2018 على حسابه على منصة باتريون منشورًا قال فيه أن الشرطة أوقفته وصادرت جواز سفره وممتلكاته وهو في طريقه للسفر من القاهرة إلى ماليزيا، وتعهد جابر بالقيام بتحديث ما سيجري معه في حال عدم إعتقاله وذكر أنه سيقوم بحذف المنشور كي لا تراه الشرطة في حال تم تفتيش هاتفه النقال فيما بعد، وهذا فعلًا ما قام به. ولكن لم تصل أي تحديثات منه بعد ذلك، وتداول مستخدمون على مواقع التواصل الاجتماعي لقطة عن المنشور وقالوا إنه كتبها قبل أن يتم إلقاء القبض عليه في مطار القاهرة.

### ردود الفعل
إنتقد بعض الكتاب المصريين إلقاء القبض على شريف جابر، بينهم يوسف زيدان، الذي علق قائلًا: «مع أنني ضد الإلحاد والتدين التجاري.. فإنني أرفض تماما القبض على الشاب الملحد شريف جابر»، والباحث توفيق حميد، الذي يرى أن ذلك قد يأتي بنتائج عكسية كزيادة معدلات الإلحاد، وقال: «من هذا المنطلق أسأل من يعتقلون شريف جابر بسبب أفكاره الغريبة، بماذا كانوا سيشعرون إن تم تنفيذ نفس المنطق على المسلمين في دول غير إسلامية؟»، مؤكدًا أن هناك فارق بين الإقتناع برأي ما والسماح بحرية التعبير عنه.

## آرائه الشخصية وإهتماماته
إشتهر جابر بعمله فيديوهات إختصت بمواضيع نقد الأديان وحرية الاعتقاد من وجهة نظر لادينية ولاسيما الإسلام ورد على منتقديه بأن سبب تركيزه على إنتقاد الإسلام يعود لأنهُ هو «كان بالأصل مسلمًا وأغلبية مجتمعه مسلمة»، ويدعوا جابر إلى وضع العلوم والمنطق كأولوية ويدعوا للعلمانية عبر فصل النظام السياسي وجوانب الحياة فصلًا تامًا عن المعتقدات والممارسات الدينية، وتحدث عن نظرية التطور وإنتقد ما إعتبره «تخلف المجتمع العربي ورجعيته». كما عبّر عن إعتقاده بعدم وجود تسامح وتقبل للآراء المختلفة عما هو متبع وتقليدي في الدول العربية. كما تحدث جابر عن مختلف القضايا الإجتماعية المعاصرة مثل حق حرية التعبير للأفراد وحقوق المرأة «وحقوق المثليين» والمتحولين جنسيًا ومشكلة التحرش الجنسي والاغتصاب الزوجي في المجتمعات العربية كما تحدث عن داعش والصراع العربي الإسرائيلي.